# Острво изгубљених душа
Острво изгубљених душа (енгл. Island of Lost Souls) је амерички научнофантастични хорор филм из 1932. године, режисера Ерла Кентона, заснован на роману Острво доктора Мороа Х. Џ. Велса. Главне улоге у филму тумаче Чарлс Лотон, Бела Лугоси, Ричард Арлен, Лејла Хајамс и Кетлин Берк, а радња прати лудог доктора који спроводи ужасавајуће генетске експерименте на удаљеном острву у Јужним морима, на страх и гађење бродоломника који се затекао заробљен тамо.
Студио Paramount одлучио је да сними Острво изгубљених душа након успеха свог претходног хорор филма Доктор Џекил и господин Хајд (1931). На сценарију је радило више писаца, укључујући Џозефа Монкјура Марча, Сирила Хјума, Гарета Форта и Филипа Вајлија. Иако је студио позвао познатог позоришног глумца Чарлса Лотона у Холивуд, нису имали конкретан филмски пројекат спреман за њега, па је он током 1932. године радио на другим филмовима. За улогу Лоте, Жене-Пантера, организовано је такмичење широм Сједињених Америчких Држава како би се пронашла непозната глумица за ту улогу. Од хиљада пријављених, у финални избор ушле су Лона Андре, Гејл Патрик, Верна Хили и победница Кетлин Берк. Снимање филма почело је 1. октобра 1932. године. Неке сцене снимане су на локацији на острву Каталина. Током продукције, глумачкој екипи се придружио и Бела Лугоси, који је током истог месеца прогласио банкрот. Снимање је завршено почетком новембра.
Филм је премијерно приказан у децембру 1932. године. Од тада је објављиван у више цензурисаних верзија, са уклоњеним сценама и дијалозима који укључују лик доктора Мороа. Филм је био забрањен у више земаља, укључујући Уједињено Краљевство, Немачку, Италију, Индију и Нови Зеланд. У биоскопским, телевизијским и кућним издањима често је био скраћиван, све до издања Criterion Collection-а из 2011. године, које је председник компаније описао као једну од најтежих рестаурација коју су икада урадили. Критике у време премијере биле су мешовите, са нагласком на ужасавајућу природу филма. Ретроспективне критике су углавном позитивне и често хвале Лотонову глуму; неке рецензије истичу фотографију и атмосферу, док друге наглашавају узнемирујуће теме филма.

## Радња
Едварда Паркера после бродолома спасава теретњак који превози животиње на изоловано острво у Јужним морима, у власништву доктора Мороа. Паркер улази у сукоб са пијаним капетаном брода који малтретира путника М’линга, човека са животињским цртама. Након свађе, капетан баца Паркера преко палубе у чамац господина Монтгомерија, који је управо кренуо ка Мороовом острву. По доласку на острво, доктор Моро га дочекује, представљајући му М’линга као свог батлера, и упознаје га са Лотом, прелепом младом женом за коју тврди да је полинежанског порекла.
Када Лота и Паркер чују вриске које допиру из друге просторије, Лота је назива „Кућом бола”. Паркер одлучује да истражи и затиче Мороа и Монтгомерија како оперишу бићу налик човеку – без употребе анестезије. Убеђен да Моро спроводи бруталне вивисекције, Паркер покушава да напусти острво, али у џунгли наилази на застрашујуће хуманоиде налик зверима. Тада се појављује Моро, који удара бичем и наређује створењима да, предвођена Обзнањивачем Закона, изговоре низ правила („Закон”), која укључују: не јести месо, не проливати крв, и слично. Након тога, створења се повлаче.
У главној кући, Моро покушава да умири Паркера објашњавајући му своју научни рад — годинама раније у Лондону започео је експерименте убрзавања еволуције код биљака. Потом је прешао на животиње, покушавајући да их претвори у људе помоћу пластичне хирургије, трансфузије крви, екстраката из жлезда и зрачења. Када је један хибрид пса побегао из лабораторије, ужаснуо је јавност, због чега је Моро био присиљен да напусти Енглеску.
Моро каже Паркеру да је Лота једина жена на острву, али му прећути истину — да потиче од пантера. Касније, Моро у приватном разговору са Монтгомеријем узбуђено говори о томе како Лота показује људске емоције у својој привлачности према Паркеру. Како би наставио да посматра овај процес, Моро уништава једини доступан чамац, тврдећи да је за то крив зверски народ. Лота се заљубљује у Паркера и они се на крају пољубе. Када га она загрли, Паркер примећује да јој се нокти враћају у животињске канџе.
Бесан, Паркер упада код Мороа и захтева објашњење за оно што је скривао. Моро му признаје да је Лота његово најљудскије створење и да је желео да открије да ли је способна за репродукцију са човеком. Паркер, гневан због обмане, напада Мороа и захтева да одмах напусти острво. Моро затим посматра Лоту како плаче и у њеном изливу емоција види наду — узвикује да ће „спалити” последње остатке животиње из ње у Кући бола.
У међувремену, амерички конзул у Апији сазнаје где се Паркер налази, након што заплашени капетан теретњака није успео да објасни Паркеровој вереници Рут Томас зашто он није био на броду. Она потом убеђује капетана Донахјуа да је одведе на Мороово острво. Тамо се поново налази са Паркером, а Моро их убеђује да преноће на острву. Моро касније говори Монтгомерију да Паркер можда више није потребан за експеримент са плодношћу.
Један од Мороових хибрида, мајмунолики Уран, покушава да провали у Рутину собу, али га она отера вриштањем. Монтгомери се суочава са Мороом, имплицирајући да је Моро намерно организовао напад. Капетан Донахју покушава да стигне до брода по помоћ, али Моро шаље Урана да га убије.
Када зверски народ сазна да је Моро дозволио Урану да прекрши Закон проливањем крви, и да је Моро ипак само смртник, они престају да га се боје. Док Обзнањивач Закона објављује да их је Моро створио као нешто између човека и звери, зверски народ пали своје насеље, вероватно убијају и верног М’линга, који им се супротставља, и одбијају да се покоре Мороу. Када он покуша да их заустави, они га одвлаче у Кућу бола и убијају га његовим сопственим хируршким ножевима. Паркер и Рут беже уз помоћ разочараног Монтгомерија. Паркер покушава да спасе Лоту, али она одлучује да им купи време кад примети да их Уран прати — у сукобу обоје гину. У последњим тренуцима, Лота каже Паркеру да бежи ка мору. Паркер, Рут и Монтгомери одлазе чамцем, док острво гори у пламену, уништавајући Мороово дело и истребљујући зверски народ.

## Улоге
| Глумац       | Улога             |
| ------------ | ----------------- |
| Чарлс Лотон  | др Моро           |
| Ричард Арлен | Едвард Паркер     |
| Лејла Хајамс | Рут Томас         |
| Бела Лугоси  | Обзнањивач Закона |
| Кетлин Берк  | Лота              |
| Артур Хол    | Монтгомери        |
| Стенли Филдс | капетан Дејвис    |
| Пол Херст    | Донахју           |
| Ханс Штајнке | Уран              |
| Тецу Комај   | М’линг            |